# Козара
Козара, сербохорв. Kozara / Козара — горная гряда на западе Боснии и Герцеговины (административно — в составе Республики Сербской. Естественными границами являются: река Сава — на севере, река Врбас — на востоке, река Сана — на юге и Уна — на западе. Высочайшая вершина Козары — Лисина (976 м).
В 1942 г. состоялось сражение при Козаре, в котором югославские партизаны воевали против немецких захватчиков. В ходе боя от рук немцев и их союзников погибли более 30 тысяч мирных граждан.